# 大庭二郎
大庭 二郎（おおば じろう、1864年7月26日（元治元年6月23日）- 1935年（昭和10年）2月11日）は、明治から大正期の陸軍軍人。陸士旧8期、陸大8期（優等）。栄典は従二位勲一等功二級。最終階級は陸軍大将。

## 経歴
長州藩士（現在の山口県青海島）、大庭此面の長男として生れる。陸軍幼年学校を経て、1886年（明治19年）6月、陸軍士官学校（旧8期）を卒業し、陸軍少尉任官。1892年（明治25年）12月、陸軍大学校（8期）を優等で卒業した。以後、参謀本部出仕、兵站総監部副官、参謀本部第1局員を経て、1895年（明治28年）から1900年（明治33年）までドイツに留学し、その後、陸大教官、参謀本部員兼山縣有朋元帥副官、大本営参謀などを歴任した。
日露戦争では、第3軍参謀副長として出征し、旅順攻囲戦に参戦した。1905年（明治38年）1月、後備第2師団参謀長（朝鮮駐剳軍）となり、朝鮮北部の作戦に従事した。その後、近衛歩兵第2連隊長、陸軍戸山学校長などを経て、1910年（明治43年）11月、陸軍少将に進級し、陸軍歩兵学校長、歩兵第11旅団長を歴任。第一次世界大戦では観戦武官としてロシア軍に従軍した。1915年（大正4年）2月、陸軍中将となり、第3師団長を拝命しシベリア出兵に従事。さらに、軍事参議官、朝鮮軍司令官を歴任。1920年（大正9年）12月28日、陸軍大将となり、軍事参議官、教育総監を勤め、1926年（大正15年）3月に予備役に編入された。

## 親族
- 二男 大庭小二郎（陸軍大佐）[1]
- 三男 大庭春雄（海軍少尉。五・一五事件で有罪）[1]
- 娘婿 小薗江邦雄（陸軍中将）[1]

## 栄典
位階
- 1886年（明治19年）11月27日 - 正八位[5] [6]
- 1891年（明治24年）12月28日 - 従七位[5][7]
- 1894年（明治27年）10月26日 - 正七位[5][8]
- 1899年（明治32年）12月20日 - 従六位[5][9]
- 1904年（明治37年）4月29日 - 正六位[5][10]
- 1907年（明治40年）2月12日 - 従五位[5][11]
- 1911年（明治44年）2月10日 - 正五位[5][12]
- 1915年（大正4年）3月10日 - 従四位[5][13]
- 1917年（大正6年）3月30日 - 正四位[5][14]
- 1920年（大正9年）4月10日 - 従三位[5][15]
- 1923年（大正12年）5月21日 - 正三位[5][16]
- 1930年（昭和5年）7月1日 - 従二位[5][17]

勲章等
- 1889年（明治22年）11月29日 - 大日本帝国憲法発布記念章[18]
- 1895年（明治28年）11月18日 - 明治二十七八年従軍記章[19]
- 1901年（明治34年）11月30日 - 勲五等瑞宝章[20]
- 1905年（明治38年）5月30日 - 勲四等瑞宝章[21]
- 1915年（大正4年）
  - 11月7日 - 旭日重光章・大正三四年従軍記章[22]
  - 11月10日 - 大礼記念章[23]
- 1919年（大正8年）10月25日 - 勲一等瑞宝章[24]
- 1920年（大正9年）11月1日 - 旭日大綬章・功二級金鵄勲章・大正三年乃至九年戦役従軍記章[25]

外国勲章佩用允許
| 受章年                     | 国籍             | 略綬 | 勲章名                             | 備考 |
| -------------------------- | ---------------- | ---- | ---------------------------------- | ---- |
| 1909年（明治42年）11月30日 | 大清帝国         |      | 第二等第二品御賜双竜宝星           |      |
| ?                          | 中華民国         |      | 一等文虎勲章                       |      |
| ?                          | 大韓帝国         |      | 勲三等太極章                       |      |
| 1915年（大正4年）1月25日   | ロシア帝国       |      | 剣付3等聖公ウラジーミル勲章        |      |
| ?                          | ロシア帝国       |      | 2等聖スタニスラウス勲章            |      |
| ?                          | ロシア帝国       |      | 2等聖アンナ勲章                    |      |
| 1901年（明治34年）9月19日  | プロイセン王国   |      | 2等王冠勲章                        |      |
| ?                          | プロイセン王国   |      | 2等赤鷲勲章                        |      |
| ?                          | バイエルン王国   |      | 4等鉄冠附武功勲章                  |      |
| 1904年（明治37年）6月23日  | バイエルン王国   |      | 2等第2等聖ミハエル勲章             |      |
| ?                          | フランス共和国   |      | 棕櫚葉付1939年乃至1945年従軍十字章 |      |
| ?                          | チェコスロバキア |      | チェコスロバキア従軍十字章1918年章 |      |
| ?                          | イタリア王国     |      | 戦功十字章                         |      |